# Борейль, Якоб

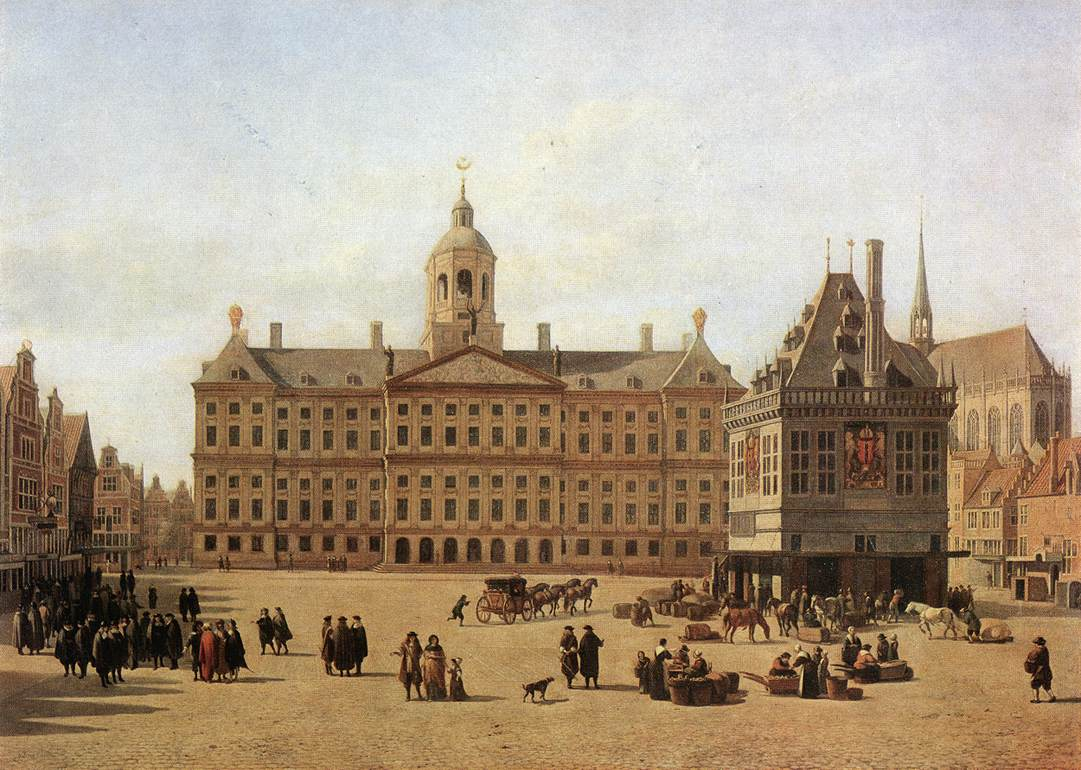
Ратуша на площади Дам. Худ. Геррит Беркхейде.

Якоб Борейль (нидерл. Jacob Boreel; 1 апреля 1630, Амстердам — 21 августа 1697, Велзен) — нидерландский юрист, политик и дипломат. Был мэром Амстердама, послом во Франции, членом Суринамского общества.

## Биография
Был сыном Виллема Борейля, пенсионария (управляющего делами мэрии) Амстердама. Семья Борейль была родом из Гента и позднее переселилась в Мидделбург.
С 8 сентября 1664 по 21 августа 1665 года Борейль был посланником в Москве; его спутником был Николаас Витсен, который благодаря своим подробным запискам прослыл авторитетным экспертом по землям «Тартарии».
С 1678 по 1681 год он был послом в Париже. Переписывался с Йоханом де Виттом, Христианом Гюйгенсом и Питером де Греффом. В то же время, грубые манеры Борейля навлекли на него гнев Людовика XIV.
Как дипломат, Борил присутствовал при заключении Неймегенского и Рейсвейкского мира. С 1681 по 1691 год служил судебным приставом и консультировал городской совет. Преследовал книготорговцев и разносчиков, продававших «запрещённые пасквили, французские газеты и грязную клевету». Его имя упоминается в судебном процессе, который вели бургомистры Йоан Хюйдекопер ван Маарссевен (младший) и Николас Витсен против Ромейна де Хоге. В 1690 году он купил замок в Хемскерке и приказал его снести.
В 1691, 1693, 1695 и 1697 годах он был мэром Амстердама.

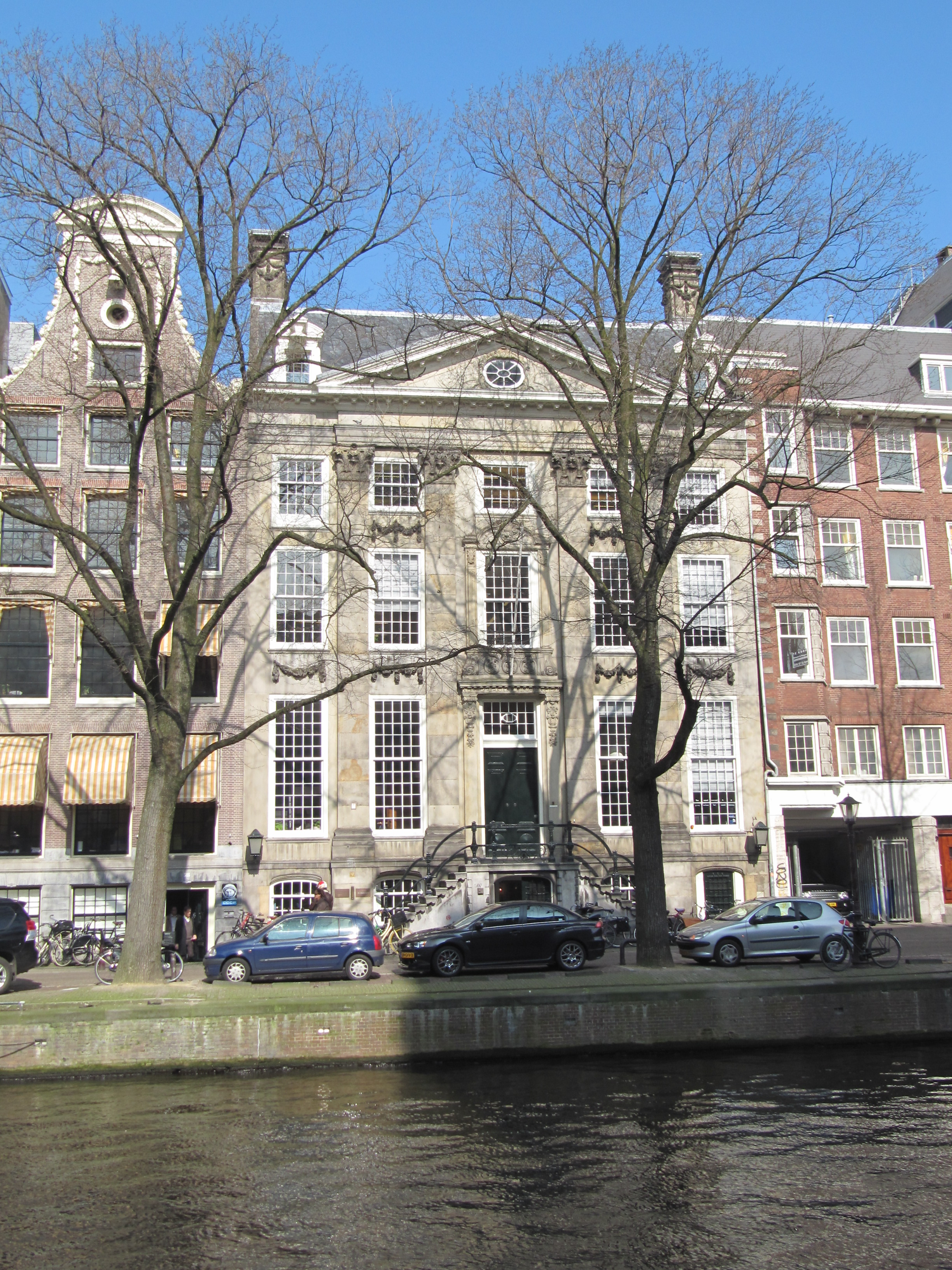
Herengracht 507

31 января 1696 года его дом по адресу 507 Herengracht был разграблен во время восстания. Борейль, который в то время был мэром, и его сын, городской клерк, были обвинены в введении нового налога на погребение в церкви. Входная дверь в дом была проломлена фонарным столбом. Борейль, довольно толстый, обычно находился в постели из-за подагры, и его с трудом успели перетащить через забор соседа. Вся мебель, зеркала и драгоценный фарфор были разбиты, увезены или брошены в канал.
Его сын Виллем Борейль (1675—1727) женился на Катарине Кларе Гелвинк в 1704 году. Пара жила по адресу Херенграхт 509—511, в одном из самых дорогих зданий на канале. Он был директором Суринамского общества между 1709 и 1726 годами, после чего был назначен послом в Париже.